# ليزلي ان براندت
ليزلي ان براندت Lesley-Ann Brandt (ولدت في 2 كانون الأول / ديسمبر 1981) هي ممثلة من جنوب أفريقيا وتعيش في أوكلاند في نيوزيلندا ولوس انجلوس في الولايات المتحدة. متلث ليزلي في عدد من المسلسلات التليفزيونية النيوزيلندية، وظهرت لأول مرة على الصعيد الدولي في سلسلة سبارتاكوس: الدم والرمل.

## السيرة الذاتية
ولدت ليززلي في كيب تاون بجنوب أفريقيا، وهي من أصل شرق هندي وألماني وهولندي وأسباني.هي متكلمة باللغة الأفريكانية بطلاقة وتدرج اهتماماتها بين اليوغا والهوكي والبيسبول.
في عام 1999، هاجرت ليزلي إلى أوكلاند نيوزيلندا، مع والديها وشقيقها الأصغر. بدأت ليزلي العمل في البيع بالتجزئة في أوكلاند قبل الحصول على العمل كاستشاري توظيف لتكنولوجيا المعلومات. عملت أيضا في عدد من إعلانات التلفزيون النيوزيلندي ،في عام 2008 درست التمثيل وتلقت تدريبا على تقنية مايسنر.

## اعمالها

### السينما والتلفاز
| السنة     | العمل                                      | الدور                     | Notes                                                  |
| --------- | ------------------------------------------ | ------------------------- | ------------------------------------------------------ |
| 2007      | Shortland Street                           | Sonia                     | Episode: "16.178"                                      |
| 2009      | Diplomatic Immunity                        | Leilani Fa'auigaese       | Main role, 13 episodes                                 |
| 2010      | Spartacus: Blood and Sand                  | Naevia                    | Main role, 13 episodes                                 |
| 2010      | Legend of the Seeker                       | Sister Thea               | Episode: "Tears"                                       |
| 2010      | The Hopes & Dreams of Gazza Snell          | Sharon                    |                                                        |
| 2010      | This Is Not My Life                        | WAI Field Reporter / Hine | Episode: "1.7" Episode: "1.10"                         |
| 2011      | Chuck                                      | Fatima Tazi               | Episode: "Chuck Versus the Seduction Impossible"       |
| 2011      | Spartacus: Gods of the Arena               | Naevia                    | Main role, 6 episodes                                  |
| 2011      | CSI: NY                                    | Camille Jordanson         | Episode: "Smooth Criminal" Episode: "Food for Thought" |
| 2011      | InSight                                    | Valerie Khoury            |                                                        |
| 2011      | Memphis Beat                               | Adriana                   | Episode: "The Things We Carry"                         |
| 2011      | Duke                                       | Violet                    |                                                        |
| 2011      | Zombie Apocalypse                          | Cassie                    | TV film                                                |
| 2012      | A\|Beautiful Soul\|A Beautiful Soul (film) | Angela Barry              |                                                        |
| 2013      | Drift                                      | Lani                      |                                                        |
| 2014      | The Librarians                             | Lamia                     | Recurring role, 5 episodes                             |
| 2014      | Single Ladies                              | Naomi Cox                 | Recurring role, 11 episodes                            |
| 2014      | Gotham                                     | Larissa Diaz/Copperhead   | Episode: "Lovecraft"                                   |
| 2015      | Painkillers                                | Guts                      |                                                        |
| 2015      | Heartlock                                  | Tara Sharpe               |                                                        |
| 2016–2021 | Lucifer                                    | Mazikeen                  | Main role                                              |
| 2019      | دوق                                        | فيوليت                    | فيلم                                                   |
| 2019      | هارتلوك                                    | تارا شارب                 | فيلم                                                   |
| 2021      | رعب نوار                                   | ابي                       | فيلم                                                   |
| 2023      | الكابتن فول                                | ليزا باريل (صوت)          | تلفزيوني                                               |
| 2024      | الموتى السائرون: أولئك الذين عاشوا         | بيرل ثورن                 | تلفزيوني                                               |

| السنة | Band          | العمل                       | الدور       | المخرج      |
| ----- | ------------- | --------------------------- | ----------- | ----------- |
| 2007  | Battle Circus | "Love in a Fallout Shelter" | Lead Female | Anton Steel |
| 2007  | Nesian Mystik | "R.S.V.P."                  | Lead Female | Luke Sharpe |

## وصلات خارجية
- LesleyAnnBrandtعلى تويتر.
- ليزلي ان براندت على موقع IMDb (الإنجليزية)
- ليزلي ان براندت على موقع ألو سيني (الفرنسية)
- ليزلي ان براندت على موقع ميوزك برينز (الإنجليزية)
- ليزلي ان براندت على موقع أول موفي (الإنجليزية)
- ليزلي ان براندت على موقع قاعدة بيانات الفيلم (الإنجليزية)
- ليزلي ان براندت على موقع كينوبويسك (الروسية)
- Lesley-Ann Brandt answers fan questions - February 2011